# Locomotiva indiana classe WAG-5
A Classe WAG-5 é um tipo de locomotiva elétrica usada na Índia. Ela foi também a segunda locomotiva mais amplamente usada pela Indian Railways, com um total de 1197 unidades construídas, incluindo as variantes.